# Gálatas (álbum)
Gálatas é décimo segundo álbum de estúdio do cantor e compositor Sérgio Lopes, lançado pela gravadora Top Gospel em 2003.
O álbum foi tematicamente baseado em Gálatas 5:22, onde o cantor faz menção às nove virtudes do fruto do Espírito Santo cantadas nas nove primeiras faixas do repertório. O cd possui ainda três faixas especiais de versões alternativas da música "Paz", sendo uma em inglês, uma em hebraico e outra instrumental.

## Faixas
Todas as músicas por Sérgio Lopes
1. Amor - 4:58 (participação especial do Pr. Paulo César, Grupo Logos)
2. Alegria - 3:56
3. Paz - 3:40
4. Longaminidade - 3:27
5. Benignidade - 3:53
6. Bondade - 3:07
7. Fidelidade - 4:04
8. Mansidão - 2:36
9. Domínio Próprio - 3:23
10. Peace - 3:39 (Traduzida e adaptada para o inglês bíblico)
11. Le Shalom - 3:40 (Traduzida e adaptada para o hebraico)
12. Paz (Instrumental) - 3:37

## Créditos
- Produção executiva: Top Gospel
- Produção musical: Tadeu Chuff
- Guitarras e violões: Eli Miranda
- Teclados: Tadeu Chuff
- Baixo: Davi de Moura
- Bateria: Wagner Carvalho
- Sax: Marcos Bonfim
- Trompete: Márcio André
- Trombone: Robson Olicar
- Violino: Giseli Sampaio